# Parlamentswahl in San Marino 1974
- PCS: 15
- PSS: 8
- PSDIS: 9
- MLS: 1
- PDP: 1
- PDCS: 25
- CDR: 1

Die Parlamentswahl in San Marino 1974 fand am 8. September 1974 statt.

## Ergebnisse
| Partei                                                          | Anzahl der Stimmen | %      | Mandate |
| --------------------------------------------------------------- | ------------------ | ------ | ------- |
| Partito Democratico Cristiano Sammarinese (PDCS)                | 5.451              | 39,8 % | 25      |
| Partito Comunista Sammarinese (PCS)                             | 3.246              | 23,6 % | 15      |
| Partito Socialista Democratico Indipendente Sammarinese (PSDIS) | 2.119              | 15,4 % | 9       |
| Partito Socialista Sammarinese (PSS)                            | 1.914              | 13,9 % | 8       |
| Comitato Difesa Repubblica (CDR)                                | 407                | 3,0 %  | 1       |
| Partito Democratico Popolare (PDP)                              | 272                | 2,0 %  | 1       |
| Movimento Libertà Statuarie (MLS)                               | 223                | 1,6 %  | 1       |
| Partito Comunista (Marxista-Leninista) di San Marino (PC(ML)S)  | 121                | 0,9 %  | 0       |